# 轟の滝 (佐賀県)

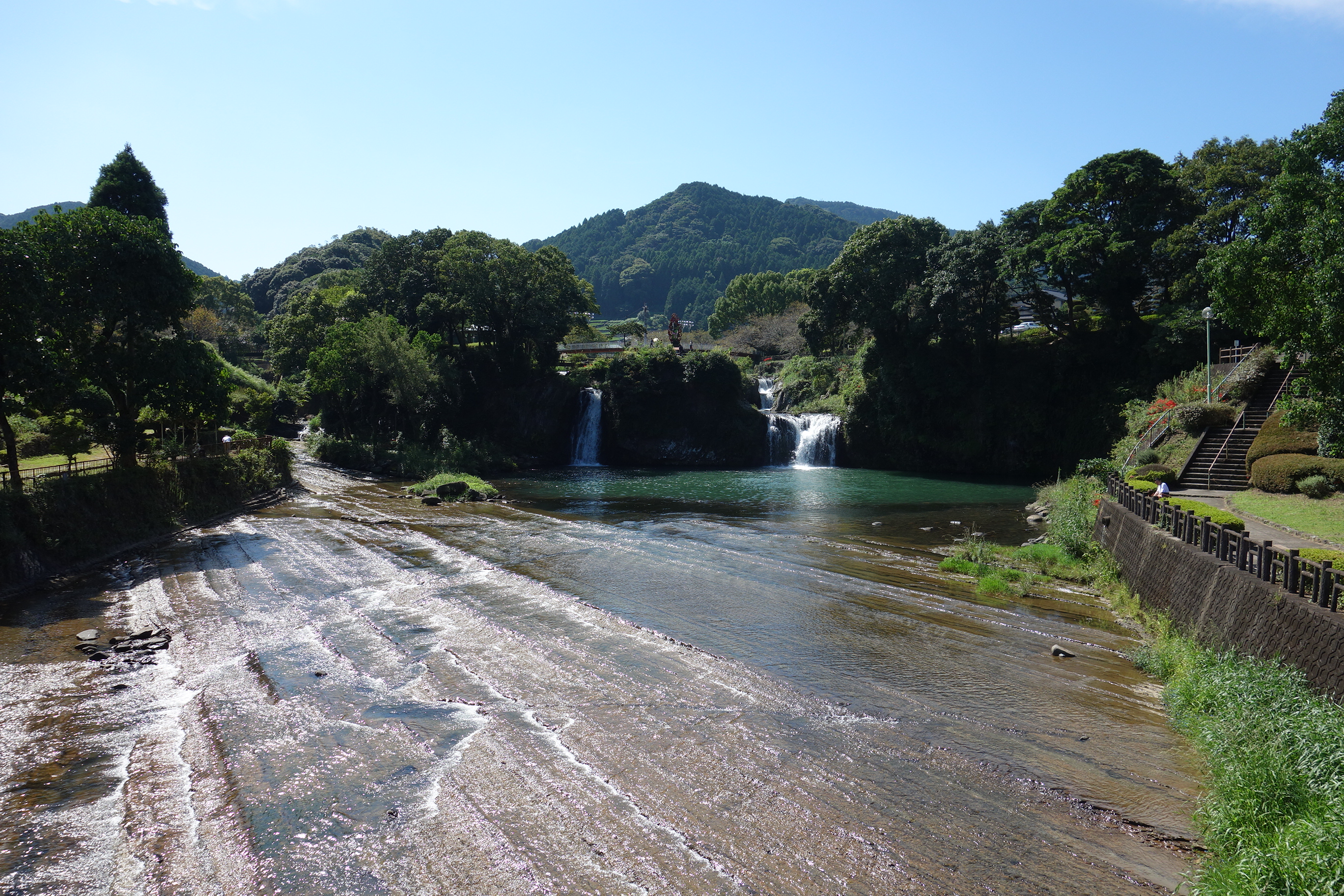
滝壺周辺の環境

轟の滝（とどろきのたき）は、佐賀県嬉野市にある滝。

## 概要
起源は約2500万年前の波多津頁岩層と言う堆積岩が広がる大地の上に数百万年前頃から始まった火山活動に由って出来たものである。
火山活動によって不動山の虚空蔵山を形成したり、堆積岩を貫いた溶岩流により段差を生じたり、川の浸食により柔らかい堆積岩は削り取られたりして現在の様な滝の景観を作り出した。
高さ11メートル、平坦部に出来た珍しい滝で、平坦部に出来た滝と言えば大分県の豊後大野市にある原尻の滝に似ている。
八世紀に編さんされた肥前国風土記（ひぜんのくにふどき）には、【川（塩田川）の源に淵（滝壺）あり、深さ二杖（約四メートル）ばかりなり、岩壁は嶮峻しくして（嶮しい）垣のごとくめぐれり。年魚多（あゆさわ）にあり。】と記され、奈良時代にはすでにこの滝が知られていた事がうかがえる。
この滝は岩屋川内山系と不動山山系の連峰から湧出する清らかな水がそれぞれに流れ出し塩田川として合流したのちに滝壺へと流れ込んでいる。
付近一帯は公園化されて春には桜が咲きほこり大勢の見物客が訪れる。
肥前風土記によると、轟の滝(佐賀県嬉野市嬉野町)の水は白石に流れるとされ、その流れに乗って滝の主である龍神が、縫ノ池の主である弁財天へ逢いにきていたとされている。

## 交通
- 嬉野ICより車で約5分～6分[3]